# وار تاندر
وار تاندر (به انگلیسی: WarThunder) یک بازی ویدئویی چندنفره جنگی  رایگان است که توسط گایژین انترتینمنت ساخته و منتشر شده است. تولید این بازی در سال ۲۰۱۱ اعلام شد و در نوامبر ۲۰۱۲ به عنوان بتا باز با انتشار جهانی در ژانویه ۲۰۱۳ منتشر شد، و نسخه رسمی خود را در ۲۱ دسامبر ۲۰۱۶ منتشر کرد. این بازی برای مایکروسافت ویندوز، مک‌اواس، لینوکس، پلی‌استیشن ۴، ایکس‌باکس وان، پلی‌استیشن ۵، ایکس‌باکس سری ایکس،  ایکس‌باکس سری اس و انویدیا شیلد منتشر شد.
این بازی در اوایل با ژانر «شبیه‌سازی پرواز» توسعه یافته و منتشر شد، قبلاً به نام دنیای هواپیماها نامگذاری شده بود اما به دلیل شباهت آن با دنیای هواپیماهای جنگی در سال ۲۰۱۲ به نام وار تاندر تغییر یافت. در ابتدا گایژین پیش از اعلام این بازی ادعا کرد که تنها یک ایده از این بازی وجود دارد که قرار نیست عملی بشود.
وار تاندر پس از انتشار، برنده چندین جایزه شد و برنده بهترین بازی شبیه‌سازی در جوایز گیمزکام ۲۰۱۳ و همچنین در بهترین بازی سال، بهترین توسعه دهنده، بهترین فناوری و بهترین صدا در جوایز کنفرانس توسعه دهندگان بازی روسی ۲۰۱۳ شد. در سال ۲۰۱۹، وار تاندر یکی از بازی‌های پرطرفدار در استیم شد که بیش از ۲۵٬۰۰۰ بازیکن فعال داشت. در سال ۲۰۲۲ تعداد بازیکنان وار تاندر در استیم فقط به‌طور متوسط بیش از ۵۰٬۰۰۰ بود و در ۳۱ مارس با ۷۶٬۰۰۰ بازیکن به اوج خود رسید. این اعداد شامل بازیکنانی نمی‌شوند که از کنسول یا سرویس gaijin.net برای رایانه شخصی استفاده می‌کنند؛ اطلاعات توسط وبسایت رسمی منتشر شده است از اول نوامبر ۲۰۲۲، جنگ رعد بیش از ۱۶۰ هزار بازیکن فعال در تمام سیستم عامل‌های ترکیبی و بیش از ۷۰ میلیون کاربر ثبت شده دارد.

## روند بازی
وار تاندر بر اساس نبردهای تسلیحات ترکیبی در هوا، زمین و دریا است. وسایل نقلیه از قبل جنگ جهانی اول تا دوران مدرن، با تأکید بر جنگ جهانی دوم، جنگ ویتنام و جنگ سرد است. بازیکنان می‌توانند هواپیماها، وسایل نقلیه زمینی و کشتی‌های جنگی را از ایالات متحده آمریکا، آلمان، روسیه، بریتانیا، فرانسه، ژاپن و همچنین کشورهایی که ارتش‌های کوچک‌تر دارند یا در درگیری‌ها اهمیت کمتری دارند، مانند ایتالیا، چین، سوئد و اسرائیل کنترل کنند. این بازی همچنین شامل کشورهای دیگری از جمله آرژانتین، استرالیا، اتریش، بنگلادش، بلاروس، بلژیک، برزیل، کانادا، کوبا، چکسلواکی، دانمارک، مصر، فنلاند، یونان، مجارستان، هند، ایران، ایرلند، اردن، قزاقستان، کویت، لیتوانی، هلند، کره شمالی، نروژ، عمان، فیلیپین، لهستان، پرتغال، رومانی، سوریه، آفریقای جنوبی، اسپانیا، سوئیس، ترکیه، ویتنام و عربستان سعودی است. این کشورها یا به‌عنوان «درخت‌های فرعی» (بخش‌هایی از درخت‌های تحقیقاتی کشورهای بزرگ‌تر که به یک کشور کوچک‌تر اختصاص داده شده‌اند) یا وسایل نقلیه رویدادها، قابل خرید با پول واقعی یا ارز درون بازی گنجانده شده‌اند.
وسایل نقلیه به سه دسته اصلی تقسیم می‌شوند: هوانوردی، زمینی و ناوگان، در حالی که حالت‌های بازی بین آرکید، واقعی و شبیه‌ساز تقسیم می‌شوند. هوانوردی بین هواپیماهای بال ثابت و هلیکوپترها، ناوگان بین «کشتی» و «قایق» تقسیم شده است. همچنین یک حالت تک نفره که بر نبردهای تاریخی متمرکز است و یک حالت همکاری برای نبرد با وسایل نقلیه زمینی و هواپیما که توسط هوش مصنوعی اداره می‌شود نیز در دسترس هستند.

### رویدادها
رویدادها در وار تاندر ماموریت‌های سفارشی را ارائه می‌دهند، معمولاً بر اساس یکی از سه حالت اصلی بازی است، اما با تنظیمات جایگزین در مورد وسایل نقلیه مجاز، مشخصات مأموریت و غیره. نمونه‌هایی از آن بازسازی نبردهای تاریخی با محدود کردن وسایل نقلیه موجود است.
به‌طور مرسوم، توسعه دهندگان رویدادهای غیر متعارف را برای دروغ اول آوریل آماده می‌کنند. این یک راز سرگشاده شناخته شده است که این رویدادها برای آزمایش مکانیک‌های برنامه‌ریزی شده قبل از انتشار گسترده‌تر آن‌ها در بازی است.
- برای سال ۲۰۱۵، یک حالت بازی جدید به نام «نبردهای غیرواقعی» دارای تانک لاستیکی بادی بود که سیب زمینی و هویج شلیک می‌کردند.[۲۵] «تانک‌ها» همچنین به‌جای ماژول‌های مجزای معمول، هیت‌پوینت داشتند، که گیم‌پلی دنیای تانک‌ها، رقیب بزرگ وار تاندر را تقلید می‌کرد.
- برای سال ۲۰۱۶، پیش از اعلام به‌روزرسانی نیروهای دریایی، توسعه‌دهندگان کشتی‌های بادبانی قرن ۱۸ را که در کارائیب می‌جنگند، ارائه کرد.[۲۶]
- برای سال ۲۰۱۷، وار تاندر تانک‌های اصلی میدان نبرد و هلیکوپترهای تهاجمی را با رتبه IX قابل بازی کرد. وسایل نقلیه موجود عبارتند از: لئوپارد ۲ای۵، ای‌اچ-۶۴ آپاچی (تعیین شده به عنوان جی‌ام-۶۴ و توسط آلمان در بازی اداره می‌شود)، گپارت، تی-۹۰ای، میل -۲۴ و زسو-۲۳-۴.[۲۷]
- رویداد سال ۲۰۱۸ که «رعد ساکت» نام داشت، در زیر آب و با زیردریایی‌ها برگزار شد.
- رویداد ۲۰۱۹، به نام «رعد زمین»، در یک شهر خیالی آمریکایی به نام «گرین هیلز» برگزار شد و بازیکنان از یوفو استفاده کردند.[۲۸]
- در سال ۲۰۲۰، گایژین نام بازی را به «رعد فضایی» تغییر داد که شامل نبردهای فضایی بود.[۲۹]
- در سال ۲۰۲۱، گایژین دو رویداد «تایلسپین» و «وارفر ۲۰۷۷» را برگزار کرد. تایلسپین یک حالت بازی بود که روی نقشه ای به نام «خلیج کیپ سامرست» که سبک هنری کارتونی داشت، اتفاق می‌افتاد. بازیکنان کنترل هواپیماهای جدید متعلق به جناح «جمهوری دزدان دریایی» را به دست گرفتند.[۳۰] وارفر ۲۰۷۷ یک حالت بازی آینده نگر بود که در نقشه «راه اندازی تسهیلات» رخ می‌داد و به بازیکنان اجازه می‌داد تا کنترل تانک‌های آینده‌نگر و وسایل نقلیه هوایی بدون سرنشین را در دست بگیرند، و در سپتامبر ۲۰۲۲ پهپادها به بازی اضافه شدند.[۳۱]
- در سال ۲۰۲۲، گایژین یک حالت بازی الهام گرفته از تلماسه به نام «رعد کرمی: فرزندان آراچیس» را معرفی کرد که در آن دو گروه بر سر دارچین در صحرا جنگ می‌کردند و در عین حال باید مراقب بودند تا توسط یک کرم شنی غول پیکر بلعیده نشوند.[۳۲]
- در سال ۲۰۲۳، گایژین «پیاده‌نظام متحرک» را معرفی کرد، رویدادی که شامل نبردهایی پیاده‌نظام با اسکلت برقی، تانک‌های اصلی میدان نبرد، خودروهای جنگی پیاده‌نظام و هلیکوپترهای تهاجمی بود. تنها دو کشور آمریکا و روسیه در این رویداد قابل بازی بود. انواع مختلفی از پیاده‌نظام قابل بازی وجود داشت که عبارتند از: پیاده‌نظام تهاجمی (مجهز به یک مسلسل با کالیبر بالا و ۲ پرتابگر موشک هدایت‌شونده ضد تانک)، پیاده‌نظام تک تیرانداز (مجهز به یک تفنگ تک تیرانداز ۳۰ میلی‌متری و ۲ پرتاب کننده موشک)، پیاده‌نظام اپراتور موشک هدایت‌شونده (پیاده‌نظام اپراتور موشک هدایت‌شونده مجهز به ۲ پرتابگر موشک هدایت‌شونده و یک مسلسل کالیبر ۸٫۶ میلی‌متر) و پیاده‌نظام اپراتور سامانه پدافند هوایی همراه (مجهز به سیستم پرتاب کننده پدافند هوایی و مسلسل با کالیبر بالا). سایر وسایل نقلیه قابل بازی ام۱ آبرامز، تی-۸۰ بی‌وی‌ام، ام۳ای۳ بردلی، بی‌ام‌پی-۳، ای‌اچ-۶۴ آپاچی و میل-۲۸ بودند. این رویداد اولین باری بود که ای‌تی‌جی‌ام‌های آتش و رها در بازی به نمایش گذاشته شد، زیرا اپراتور موشک هدایت‌شونده برای طرف ایالات متحده با موشک‌های اسپایک مجهز شده بود. ای‌تی‌جی‌ام‌های آتش و رها بعداً با QN506 IFV چینی به درخت بازی اضافه شدند که به عنوان بخشی از یک رویداد همراه منتشر شد.[۳۳][۳۴]

## نشت اسناد طبقه‌بندی‌شده
در موارد متعدد، کاربران در انجمن وار تاندر اسناد محدود یا طبقه‌بندی‌شده را در طول بحث در مورد دقت یا ضعف وسایل نقلیه نشان داده شده به اشتراک گذاشته‌اند. در همه موارد، پست‌های توهین‌آمیز و محرمانه توسط ناظران حذف می‌شوند و به کاربران نسبت به اشتراک‌گذاری چنین اسنادی هشدار داده می‌شود. Anton Yudintsev، بنیان‌گذار گایژین انترتینمنت، بیان کرده است که تیم توسعه هرگز در معرض محتویات قرار نمی‌گیرد، و به کاربران یادآوری می‌کند که «این کار هم غیرقانونی و هم بی‌معنی است، بنابراین آنها هرگز نباید این کار را انجام دهند». در ژانویه ۲۰۲۳، آرتی‌اکس کورپوریشن گزارش‌های رسانه‌ها مبنی بر اینکه بررسی‌های سوابق مجوز امنیتی برای مشاغل در پیمانکار دفاعی در مورد اینکه آیا متقاضیان وار تاندر را بازی می‌کنند یا خیر را رد کرد.
| تاریخ             | وسیله                                            | سطح محدودیت   | موضوع مورد بحث          | توضیحات |
| ----------------- | ------------------------------------------------ | ------------- | ----------------------- | --- |
| ۱۴ ژوئیه ۲۰۲۱     | تانک چلنجر ۲                                     | طبقه‌بندی‌شده   | مدل‌سازی در بازی         | یکی از اعضای انجمن که ادعا می‌کند یک فرمانده تانک چلنجر ۲ است، تصاویری از اسناد اطلاعات طبقه‌بندی‌شده در بریتانیا مربوط به تانک را در انجمن‌های رسمی «وار تاندر» منتشر کرد. اسناد که حاوی اطلاعاتی در مورد ساختار زرهی خودرو بودند، به گونه‌ای ویرایش شدند که از طبقه‌بندی خارج شوند و تحت قانون آزادی اطلاعات بریتانیا ظاهر شوند. این پست به این دلیل حذف شد که وزارت دفاع بریتانیا قبلاً به گایژین انترتینمنت گفته بود که اسناد طبقه‌بندی شده بودند، بنابراین ناظران تا زمان افشای اطلاعات از وضعیت آنها مطلع بودند. به کاربر توسط مقامات انجمن اخطار رسمی داده شد و پست حذف شد. |
| اکتبر ۲۰۲۱        | تانک لکلرک                                       | نامشخص        | سرعت چرخش برجک          | یک کاربر اسناد طبقه‌بندی شده لکلرک را فاش کرد تا در بحث سرعت چرخش برجک پیروز شود. مدیران انجمن گایژین مطالب را ظرف چند ساعت حذف کردند و سیاست سختگیرانه خود را در برابر ارسال اسناد محدود تکرار کردند. |
| ژوئن ۲۰۲۲         | تانک تایپ ۹۹                                     | طبقه‌بندی‌شده   | نفوذگر انرژی جنبشی      | یک کاربر تصویری از یک نفوذگر انرژی جنبشی DTC10-125 چینی را در انجمن «وار تاندر» منتشر کرد که مشخصات پرتابه را نشان می‌دهد. مشابه موارد قبلی، این پست به سرعت توسط مدیران انجمن حذف شد و آنها به این واقعیت اشاره کردند که مطالب مورد نظر در چین طبقه‌بندی‌شده است. |
| اواخر ۲۰۲۲        | هلیکوپتر یواچ‌تی-۶۶۵ یورکوپتر تایگر               | محدود شده     | زره                     | یکی از اعضای انجمن بخش‌هایی از طرح زره یواچ‌تی-۶۶۵ یوروکوپتر تایگر را که هنوز در خدمت است، پست کرد. کاربر از انجمن ممنوع شد و محتوا به سرعت حذف شد. |
| ۱۶ ژانویه ۲۰۲۳    | جت جنگنده اف-۱۶                                  | محدود شده     | ایم-۱۲۰ موشک هوابه‌هوا   | یک راهنمای پرواز برای جت جنگنده اف-۱۶ توسط کاربری که در مورد استفاده از ایم-۱۲۰ آمرام بحث می‌کرد، پست شد. اگرچه وضعیت طبقه‌بندی شده این سند منقضی شده بود، اما حاوی داده‌هایی با محدودیت صادرات بود و بنابراین طبق قوانین ایالات متحده انتشار آن غیرقانونی بود. این سند به سرعت توسط مدیران حذف شد |
| ۱۸ ژانویه ۲۰۲۳    | جت جنگنده اف-۱۵ئی                                | محدود شده     | چندین عملکرد اصلی       | دو روز پس از افشای اطلاعات قبلی، سیزده سند مربوط به جت جنگنده اف-۱۵ پست شد و به سرعت حذف شد. اسناد طبقه‌بندی مشابه اسناد مربوط به اف-۱۶ بودند. |
| اواخر ژانویه ۲۰۲۳ | جت جنگنده سوخو-۵۷                                |               | سطح مقطع راداری         | بین ۱۹ ژانویه تا ۲۲ ژانویه، سندی در انجمن‌ها منتشر شد که جزئیات سطح مقطع راداری سوخو-۵۷ و همچنین جزئیاتی در مورد بدنه هواپیمای آن را نشان می‌داد. درز اطلاعاتی در مورد دیگر هواپیماهای روسی نیز داشت. |
| اواخر ژانویه ۲۰۲۳ | جت جنگنده میگ-۲۹                                 |               | سطح مقطع رادار، تسلیحات | افشای جزئیات مربوط به سوخو-۵۷ همچنین اطلاعاتی در مورد میگ-۲۹ و قابلیت‌های تسلیحاتی آن فاش کرد. این فاش اطلاعات مربوط به ویژگی‌های راداری میگ-۲۹ را به اشتراک گذاشت و منبع آن را یک کتابچه راهنمای میگ-۲۹ عنوان کرد. هر دو پست متعاقباً توسط تیم مدیریت انجمن «وار تاندر» حذف شدند. |
| ۳۱ اوت ۲۰۲۳       | جت جنگنده یوروفایتر تایفون دی‌ای۷                 | محدود شده     | راهنمای پرواز           | کاربری در انجمن «وار تاندر» راهنمای پروازی را ارسال کرد که حاوی اطلاعاتی دربارهٔ سیستم‌ها، تسلیحات، اطلاعات پرواز و غیره یوروفایتر تایفون بود. کاربر اسناد را در تلاش برای اضافه شدن یوروفایتر دی‌ای۷ به بازی فاش کرد. پست بعداً حذف شد. |
| ۱۲ سپتامبر ۲۰۲۳   | هواپیمای تهاجمی رادارگریز لاکهید اف-۱۱۷ نایت‌هاوک | محدود شده     | راهنمای پرواز           | یک کاربر صفحات محدودی از یک دفترچه راهنمای پرواز را که حاوی اطلاعاتی در مورد مشخصات موتور، زوایای شلیک، مکان حسگرها و غیره لاکهید اف-۱۱۷ نایت‌هاوک در انجمن وار تاندر ارسال کرد. این پست پس از مدت کوتاهی توسط مدیران سایت حذف شد. |
| ۱۵ سپتامبر ۲۰۲۳   | هلیکوپتر بوئینگ ای‌اچ-۶۴ آپاچی                    | محدود شده     | مستندسازی فنی           | یک کاربر راهنمای پروازی را ارسال کرد که حاوی اطلاعات فنی در مورد بوئینگ ای‌اچ-۶۴ آپاچی بود. در حالی که سند کاملاً طبقه‌بندی نشده بود، ماهیت داده‌های محدود شده صادرات به این معنی بود که به سرعت حذف شد. |
| ۱۱ دسامبر ۲۰۲۳    | تانک وی‌تی-۴                                      | طبقه‌بندی نشده | مستندسازی فنی           | یک کاربر مطالب آموزشی را برای نوع صادراتی تانک وی‌تی-۴ منتشر کرد که بر روی سیستم بارگیری خودکار تانک متمرکز بود. اگرچه داده‌ها در جاهای دیگر در دسترس بود، اما به همان روشی که حوادث قبلی بود حذف شد. |
| ۱۲ دسامبر ۲۰۲۳    | ام۲ای۲ برادلی آی‌اف‌وی                             | محدود شده     | مستندسازی فنی           | یک کاربر دو صفحه از یک کتابچه راهنمای فنی مربوط به مونتاژ برجک ام۲ای۲ برادلی را پست کرد. در حالی که سند طبقه‌بندی نشده است، این واقعیت که این سند کنترل شده است منجر به حذف سریع آن شد. |
| ۱۵ ژوئیه ۲۰۲۴     | تانک‌های تی-۹۰ام، تی-۹۰اس، تی-۸۰ بی‌وی‌ام           | طبقه‌بندی‌شده   | راهنمای کاربر           | یک کاربر کتابچه راهنمای کاربر طبقه‌بندی شده برای تی-۹۰ام، تی-۸۰بی‌وی‌ام و تی-۹۰اس تانک‌های اصلی جنگ روسی را ارسال کرد که همگی در حال حاضر در ارتش روسیه در خدمت هستند. این پست به سرعت توسط مدیران سایت حذف شد. |